# Campionati europei di atletica leggera indoor 2015 - 3000 metri piani maschili
La specialità dei 3000 metri piani maschili ai campionati europei di atletica leggera indoor di Praga 2015 si è svolta alla O2 Arena di Praga, nella Repubblica Ceca, il 6 e 7 marzo 2015.

## Risultati

### Batterie
I primi quattro atleti classificati in ogni gruppo (Q) e quelli che hanno ottenuto i successivi quattro migliori tempi (q) si sono qualificati in semifinale.
| Pos | Gruppo | Nome                | Nazione       | Tempo   | Note                          |
| --- | ------ | ------------------- | ------------- | ------- | ----------------------------- |
| 1   | 2      | Ali Kaya            | Turchia       | 7:45.65 | Q                             |
| 2   | 2      | Adel Mechaal        | Spagna        | 7:46.92 | Q,                            |
| 3   | 2      | Pieter-Jan Hannes   | Belgio        | 7:47.55 | Q,                            |
| 4   | 2      | Henrik Ingebrigtsen | Norvegia      | 7:47.83 | Q,                            |
| 5   | 2      | Florian Carvalho    | Francia       | 7:48.59 | q,                            |
| 6   | 2      | Yegor Nikolayev     | Russia        | 7:49.24 | q                             |
| 7   | 2      | Florian Orth        | Germania      | 7:51.16 | q                             |
| 8   | 2      | Jesús España        | Spagna        | 7:51.56 | q                             |
| 9   | 1      | Richard Ringer      | Germania      | 7:52.14 | Q                             |
| 10  | 1      | Lee Emanuel         | Gran Bretagna | 7:52.39 | Q                             |
| 11  | 1      | Philip Hurst        | Gran Bretagna | 7:52.57 | Q                             |
| 12  | 1      | Łukasz Parszczyński | Polonia       | 7:52.57 | Q                             |
| 13  | 1      | Carlos Alonso       | Spagna        | 7:52.82 |                               |
| 14  | 1      | Halil Akkaş         | Turchia       | 7:53.11 |                               |
| 15  | 1      | Stanislav Maslov    | Ucraina       | 7:53.13 | Miglior prestazione personale |
| 16  | 1      | Brenton Rowe        | Austria       | 7:53.28 |                               |
| 17  | 1      | Clemens Bleistein   | Germania      | 7:53.33 | Miglior prestazione personale |
| 18  | 1      | Paul Pollock        | Irlanda       | 7:58.78 | Miglior prestazione personale |
| 19  | 1      | Aleksey Popov       | Russia        | 8:02.56 |                               |
| 20  | 1      | Thijs Nijhuis       | Danimarca     | 8:04.97 |                               |
| 21  | 2      | Ivan Strebkov       | Ucraina       | 8:09.04 |                               |
| 22  | 2      | Mateusz Demczyszak  | Polonia       | 8:09.30 |                               |
| 23  | 2      | Tom Lancashire      | Gran Bretagna | 8:10.74 |                               |
| 24  | 2      | Andreas Vojta       | Austria       | 8:20.56 |                               |
| 25  | 2      | Peter Ďurec         | Slovacchia    | 8:37.93 |                               |

### Finale
| Pos | Nome                | Nazione       | Tempo   | Note                                     |
| --- | ------------------- | ------------- | ------- | ---------------------------------------- |
| 1   | Ali Kaya            | Turchia       | 7:38.42 | Record dei campionati · Record nazionale |
| 2   | Lee Emanuel         | Gran Bretagna | 7:44.48 | Miglior prestazione personale            |
| 3   | Henrik Ingebrigtsen | Norvegia      | 7:45.54 | Record nazionale                         |
| 4   | Jesús España        | Spagna        | 7:47.12 | Miglior prestazione personale stagionale |
| 5   | Richard Ringer      | Germania      | 7:48.44 |                                          |
| 6   | Adel Mechaal        | Spagna        | 7:49.59 |                                          |
| 7   | Łukasz Parszczyński | Polonia       | 7:50.11 | Miglior prestazione personale stagionale |
| 8   | Florian Orth        | Germania      | 7:51.02 |                                          |
| 9   | Philip Hurst        | Gran Bretagna | 7:51.94 |                                          |
| 10  | Yegor Nikolayev     | Russia        | 7:51.99 |                                          |
| 11  | Florian Carvalho    | Francia       | 7:57.14 |                                          |
| 12  | Pieter-Jan Hannes   | Belgio        | 7:59.43 |                                          |